# Commodore 2031

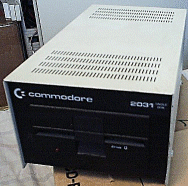
Commodore 2031

Il Commodore 2031 ed il Commodore 4031 sono unità dotate di singolo drive per floppy disk da 5¼" progettati per l'utilizzo con i computer Commodore a 8-bit.
Adottano un case largo simile a quello degli hard disk della serie 9060/9090 e l'interfaccia IEEE-488 usata nei computer della serie Commodore PET/CBM.
Essenzialmente entrambi i modelli sono la versione a singolo disco del Commodore 4040. Il commodore Commodore 2031LP era funzionalmente identico al 2031, ma usava il case a basso profilo del Commodore 1541
Questi modelli usano supporti a singola densità e singola faccia con un formato dei dati simile a quello usato dal Commodore 1541. Una piccola differenza nel data marker indica quale modello ha formattato il disco.
La formattazione a basso livello è abbastanza simile da permettere la lettura tra i differenti modelli, ma abbastanza diversa perché un modello di una serie non possa scrivere su dischi scritti con un modello di serie differente.